# Папроткі (Нижньосілезьке воєводство)
Папроткі (пол. Paprotki, нім. Städtisch Hartau) — село в Польщі, у гміні Любавка Каменноґурського повіту Нижньосілезького воєводства.
Населення — 80 осіб (2011).
У 1975-1998 роках село належало до Єленьоґурського воєводства.

## Демографія
Демографічна структура станом на 31 березня 2011 року:
|          | Загалом | Допрацездатний вік | Працездатний вік | Постпрацездатний вік |
| -------- | ------- | ------------------ | ---------------- | -------------------- |
| Чоловіки | 36      | 6                  | 26               | 4                    |
| Жінки    | 44      | 8                  | 29               | 7                    |
| Разом    | 80      | 14                 | 55               | 11                   |